# Gerongan (Kraton)
Gerongan is een bestuurslaag in het regentschap Pasuruan van de provincie Oost-Java, Indonesië. Gerongan telt 3981 inwoners (volkstelling 2010).